# Masks
Pour plus de détails, voir Fiche technique et Distribution.
Masks est un giallo allemand écrit, réalisé et monté par Andreas Marschall, sorti en 2011.

## Synopsis
À Berlin-Britz, Stella (Ermich), une apprentie-actrice ambitieuse, est admise à l'école Matteusz Gdula, du nom d'un professeur de théâtre (Losch) dont les élèves sont mystérieusement morts quarante ans plus tôt. 

## Fiche technique
- Titre original : Masks
- Titre français : Masks
- Titre québécois :
- Réalisation : Andreas Marschall
- Scénario : Andreas Marschall
- Direction artistique : Tim Luna
- Décors : Brendan Flynt et Bitto Graciano
- Costumes : Nadja Herzog
- Photographie : Sven Jakob
- Son :
- Montage : Andreas Marschall
- Musique : Sebastian Levermann
- Production : Tim Luna
- Société(s) de production : Anolis Entertainment, Stormlight Films et Sterling Screen Entertainment
- Société(s) de distribution :
- Budget : 100 000 €
- Pays d’origine :  Allemagne
- Langue : Allemand
- Format : Couleurs - 35mm - 2.35:1 - Son Dolby numérique
- Genre cinématographique : thriller d'horreur
- Durée : 112 minutes
- Date de sortie :
- Slovénie : 28 juillet 2011 (Festival Grossmann du film et du vin)
  -  Allemagne : 13 avril 2012

## Distribution
- Susen Ermich : Stella
- Magdalena Ritter (VF : Pascale Chemin) : Roza Janowska
- Julita Witt : Cecile
- Stefanie Grabner : Lenka
- Sonali Wiedenhöfer (VF : Nayéli Forest) : Valeri
- Michael Siller (VF : Patrick Noérie) : Florian
- Dieter-Rita Scholl (VF : Jean-Marco Montalto) : Kasper
- Teresa Nawrot : Yolanda
- Norbert Losch (VF : Michel Voletti) : Matteusz Gdula

 Source et légende : version française (VF) sur RS Doublage

## Distinctions

### Récompenses
- 2011 : Prix du public au Festival international du film de Paris
- 2011 : Prix Ciné+ Frisson au Festival international du film de Paris